# (14314) Tokigawa
(14314) Tokigawa (1977 DQ3) – planetoida z pasa głównego asteroid okrążająca Słońce w ciągu 5,61 lat w średniej odległości 3,15 j.a. Odkryta 18 lutego 1977 roku.